# Kahlerite
La kahlerite (simbolo IMA: Kah) è un minerale raro del gruppo dell'autunite appartenente alla famiglia dei "fosfati, arseniati e vanadati" con composizione chimica Fe2+[UO2|AsO4]2 • 10-12H2O e quindi chimicamente è un arseniato di ferro-uranile contenente acqua.

## Etimologia e storia
La prima descrizione della kahlerite fu fatta nel 1953 da Heinz Meixner, che fu molto coinvolto nello studio del comportamento della luminescenza dei minerali di uranio. Dei 50 campioni di autunite esaminati, Meixner è rimasto particolarmente colpito da quattro "autuniti inglesi" e da un campione di minerale proveniente dall'Hüttenberger Erzberg in Carinzia (Austria), anch'esso contrassegnato come "autunite", perché, a differenza delle altre autuniti, non brillavano sotto la luce ultravioletta.
Meixner è stato in grado di identificare i quattro campioni inglesi come bassetite e il campione dell'Hüttenberg Erzberg come una nuova specie minerale, precedentemente sconosciuta, che ha chiamato kahlerite così in onore del geologo austriaco Franz Kahler.
Poiché il minerale era già noto e riconosciuto come specie minerale separata prima della fondazione dell'Associazione Mineralogica Internazionale (IMA) nel 1958, questo è stato adottato dalla sua Commissione sui nuovi minerali, la nomenclatura e la classificazione (CNMNC) e si riferisce alla kahlerite come un cosiddetto minerale grandfathered.
Il campione tipo del minerale è conservato nel Landesmuseum Kärnten (LMK) di Klagenfurt (Austria) e nella Collezione Mineralogica dell'Università di Cambridge di Cambridge (Inghilterra).

## Classificazione
Già nell'obsoleta, ma ancora usata, 8ª edizione della Sistematica dei minerali di Strunz, la kahlerite apparteneva alla classe dei "fosfati, arseniati e vanadati" e quindi alla sottoclasse dei "fosfati acquosi, arseniati e vanadati con anioni stranieri", dove veniva elencata insieme ad autunite, bassetite, fritzscheite, heinrichite, metakirchheimerite, natrouranospinite, nováčekite, sabugalite, saléeite, torbernite, uramphite, uranocircite, uranospathite, uranospinite e zeunerite con le quali formava la "serie dell'uranite" con il sistema nº VII/D.20a.
Nella Sistematica dei lapis (Lapis-Systematik) di Stefan Weiß, che è stata rivista e aggiornata l'ultima volta nel 2018, che si basa ancora su questa vecchia edizione di Strunz per considerazione verso i collezionisti privati e le collezioni istituzionali, al minerale è stato assegnato il sistema nº VII/E.01-50. In questa Sistematica ciò corrisponde alla classe "Uranile fosfati/arseniati e uranile vanadati con [UO2]2+–[PO4]/[AsO4]3− e [UO2]2+–[V2O8]6−, con isotipi vanadati", dove la kahlerite insieme ad autunite, fritzscheite, heinrichite, nováčekite, rauchite, sabugalite, saléeite, torbernite, trögerite, uranocircite, uranospinite e zeunerite forma il "gruppo dell'autunite".
La 9ª edizione della sistematica dei minerali di Strunz, che è stata aggiornata l'ultima volta dall'Associazione Mineralogica Internazionale (IMA) nel 2024, classifica la kahlerite nella sottoclasse "8.E Fosfati e arsenati di uranile"; questa è ulteriormente suddivisa in base al rapporto quantità di sostanza del gruppo uranilico rispetto al complesso fosfato, arseniato o vanadato, in modo che il minerale possa essere trovato nella suddivisione "8.EB UO2:RO4 = 1:1" in base alla sua composizione, dove si trova insieme torbernite, xiangjiangite, autunite, heinrichite, saléeite, uranocircite, uranospinite, zeunerite, hydronováčekite, nováčekite, con le quali forma il "gruppo dell'autunite" con il sistema nº 8.EB.05.
Anche la classificazione dei minerali secondo Dana, che viene utilizzata principalmente nel mondo anglosassone, classifica la kahlerite nella classe dei "fosfati, arseniati e vanadati" e lì nella sottoclasse dei "fosfati contenenti acqua, ecc.". Qui è elencata insieme alla metakahlerite nel gruppo senza nome 40.02a.15 all'interno della suddivisione "fosfati acquosi ecc., con A2+(B2+)2(XO4) • x(H2O), con (UO2)2+".

## Abito cristallino
La kahlerite cristallizza nel sistema tetragonale nel gruppo spaziale P42/n (gruppo spaziale nº 86) con i parametri del reticolo a = 14,30 Å e c = 21,97 Å oltre a 8 unità di formula per cella unitaria.

## Proprietà
Il minerale è molto tossico come composto uranilico e, a causa del suo contenuto di uranio fino al 44,41%; è molto radioattivo con un'attività specifica di circa 79,5 kBq/g (per confronto, il potassio naturale ha attività specifica pari a 0,0312 kBq/g).

## Origine e giacitura
La kahlerite si forma come un raro minerale secondario nella zona di ossidazione dei depositi di uranio contenenti ferro. I minerali di accompagnamento includono arseniosiderite, cornubite, lavendulano, löllingite, malachite, metakahlerite, metazeunerite, mixite, pitticite, scorodite, simplesite, tirolite, wulfenite e zeunerite.
Essendo una rara formazione mineraria, la kahlerite è stata rilevata solo in pochi luoghi, anche se finora sono stati documentati circa 20 siti in tutto il mondo. A parte la sua località tipo sull'Hüttenberger Erzberg in Carinzia, il minerale è stato trovato solo in Austria nel distretto minerario di Mitterberg vicino a Mühlbach am Hochkönig nel Salisburghese.
In Germania, la kahlerite è stata rinvenuta vicino a Wittichen (distretto di Rottweil) nel Baden-Württemberg, vicino a Ellweiler (circondario di Birkenfeld) nella Renania-Palatinato, nonché nella fossa di Urano vicino a Kleinrückerswalde, nella Neu-Unverhoffen-Glück-Fundgrube vicino a Niederschlag (Bärenstein), nel distretto di Schneeberg e nell'odierna miniera turistica di St. Christoph nel comune di Breitenbrunn nell'Erzgebirgskreis e nel comune di Tirpersdorf nel Vogtlandkreis in Sassonia.
Altri siti ben noti includono Jáchymov e Písek nella Repubblica Ceca, diversi siti nell'arrondissement di Lodève in Francia, la "miniera di Krantzberg" vicino a Omaruru in Namibia, Miedzianka (Janowice Wielkie) in Polonia, la "miniera di Eureka" nel comune di Torre de Cabdella (provincia di Lleida) in Catalogna, nonché le miniere «El Pedregal», «Intermedia-María Lozano» e «El Lobo» in Estremadura in Spagna e alcune miniere nella zona di Dumfries e Galloway in Scozia (Regno Unito).

## Forma in cui si presenta in natura
La kahlerite sviluppa cristalli da trasparenti a traslucidi, sottili tabulari fino a circa 2 mm di dimensione da giallo limone a giallo-verde; il colore dello striscio è giallo pallido.